# هیستامین
هیستامین (Histamine) یک آمین زیستی است که در واکنشهای ایمنی موضعی، تنظیم عملکرد فیزیولوژیک روده و به عنوان یک انتقال دهنده عصبی در سیستم عصبی مؤثر است.
فرایند آزاد شدن هیستامین به عنوان بخشی از پاسخ ایمنی فرد به پاتوژن‌های خارجی است که توسط بازوفیل‌ها تولید شده و توسط سلول‌های ماست سل موجود در بافت همبند اطراف محل التهاب آزاد می‌شود.
هیستامین‌ها با افزایش نفوذپذیری مویرگهای خونی به گویچه‌های سفید خون و پروتئین‌های دیگر، ضمن افزایش فشار خون به آن‌ها اجازه می‌دهند برای دفاع در برابر مهاجمان خارجی در بافت آسیب دیده عملکرد مناسبی نشان دهند. هیستامین به‌طور غیر مستقیم در دیاپدز (تراگذری) نقش دارد.

## تولید هیستامین
هیستامین در بدن از دکربوکسیلاسیون اسید آمینه هیستیدین ساخته می‌شود. آنزیم هیستیدین دکربوکسیلاز این واکنش را در حضور کوآنزیم فسفات پیریدوکسال انجام می‌دهد. هیستیدین از اسید آمینه‌های ضروری برای بدن است. منظور از اسید آمینه‌های ضروری این است که آن‌ها در بدن تولید نمی‌شود و باید از طریق مواد غذایی وارد بدن شود. هیستامین به وسیله آنزیم هیستامیناز تجزیه شده و به ایمیدازول استالدئید تبدیل می‌شود و نهایتاً از طریق ادرار دفع می‌شود.

## مکانیزم عمل ترشح هیستامین
پیوند آنتی‌بادی و ماده آلرژن نفوذپذیری غشای ماستوسیتها را تغییر می‌دهد و به یونهای کلسیم امکان می‌دهد که از محیط برون سلولی به محیط درون سلولی راه یابند. یونهای کلسیم که وارد سلول شدند عمل اگزوسیتوز گرانولهای داخل سلولی را تحریک می‌کنند. در نتیجه گرانولهای هیستامین‌دار به سطح سلول می‌رسند و با غشای پلاسمایی جوش می‌خورند و محتویات خود را به محیط برون سلولی می‌ریزند و هیستامین آزاد شده طی واکنشهایی باعث بروز التهاب و سایر علائم در موضع می‌شود.

## گیرنده‌های هیستامین
هیستامین در بدن چهار نوع گیرنده دارد که در سلول‌های مختلف قرار دارند به عنوان مثال گیرنده نوع دو هیستامین در سلول‌های مترشحه اسید معده دیده می‌شود.
- گیرنده H1: در تأثیر هیستامین بر عضله صاف به ویژه پاسخهای مرتبط با IgE دخیل است.
- گیرنده H2:این گیرنده در ترشح اسید به وسیله سلول‌های پاریتال معده دخیل است. همچنین اثر محرک قلب دارد. سومین عملکرد آن کاهش آزادسازی هیستامین از ماست‌سل‌ها است.
- گیرنده H3: در سیستم عصبی مرکزی نقش آزادسازی هیستامین از نرونهای پیش سیناپسی است و در بخش محیطی یک گیرنده ناهمگن پیش سیناپسی است که بر آزادسازی سایر ناقلهای عصبی تأثیر دارد.
- گیرنده H4: روی لکوسیت و ماست‌سل‌ها وجود دارد و در بروز واکنش‌های کموتاکسی توسط آن‌ها نقش دارد.

## آنتی‌هیستامینها
آنتی‌هیستامین‌ها (بلوک‌کننده‌های گیرنده نوع یک هیستامین) یکی از مهم‌ترین رده‌های دارویی هستند که در درمان بیماریهای مختلفی مانند آلرژی، تب یونجه، کهیر، آسم و سرماخوردگی استفاده می‌شوند. آنتی هیستامینهای قدیمیتر مانند دیفن هیدرامین و کلرفنیرامین اثرات خواب آلودگی نیز داشته‌اند که در آنتی هیستامینهای جدیدتر مانند لوراتادین و فکسوفنادین دیده نمی‌شود.
بلوک‌کننده‌های گیرنده نوع دو هیستامین مانند رانیتیدین و فاموتیدین در درمان اولسر پپتیک مصرف می‌شوند.